# Березовка (Неманский район)
Березовка (до 1938 г. — Нау(й)енинген (нем. Naujeningken), до 1946 г. — Нойзидель (нем. Neusiedel)) — посёлок в составе Неманского района Калининградской области.

## История
Год основания посёлка точно не известен. Ввиду расположения, может считаться продолжателем истории поселений, некогда примыкавших или бывших частью современного Маломожайского: по одним данным, поселения Гиндвиллен (нем. Gindwillen), по другим данным — поселения Науйенингкен (нем. Naujeningken). При Гитлере Науенинген был переименован в Нойзидель в рамках кампании по ликвидации в Третьем Рейхе топонимики древнепрусского («литовского») происхождения.
До 1945 года находился в составе Нацистской Германии, в 1945 году по итогам Второй мировой войны вошёл в состав СССР.

## География
Ближайший населённый пункт — Маломожайское, там же находится почтовое отделение, обслуживающее Березовку.

## Население
| 2002 | 2010 |
| ---- | ---- |
| 32   | ↘29  |